# Щогла KVLY-TV
Щогла KVLY-TV (раніше KTHI-TV) — щогла для передачі відеосигналу в місті Бланчард, що у Північній Дакоті, США. Має висоту 628.8 метрів (2 063 футів). Була найвищою спорудою на Землі з моменту завершення 1963 до 1974, коли було зведена Варшавська радіощогла і з моменту її обвалу 1991-го, до 2010 коли хмарочос Бурдж Халіфа перейняв першість. Станом на 2016 це 4-та за висотою спорудою в світі та найвища радіовежа, та залишається найвищою в Західній півкулі.

## Галерея

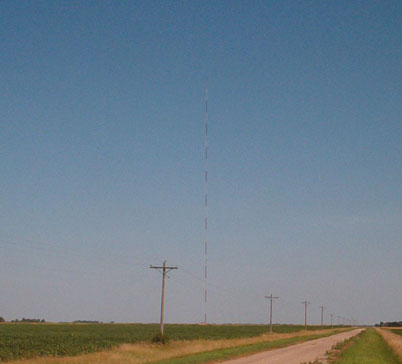
Вежа KVLY з відстані приблизно 1.6 км
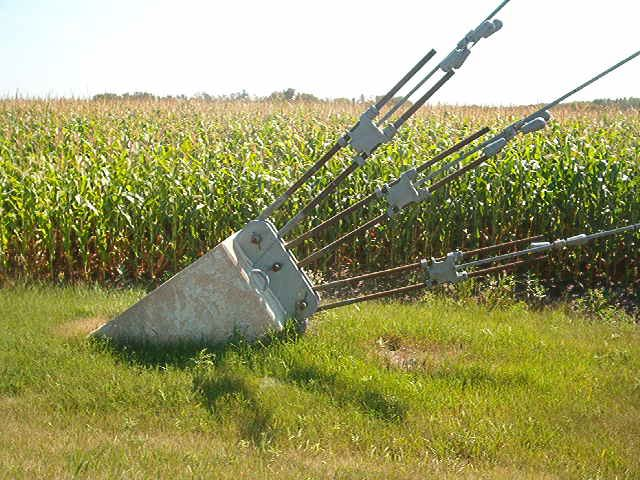
Якір відтягу
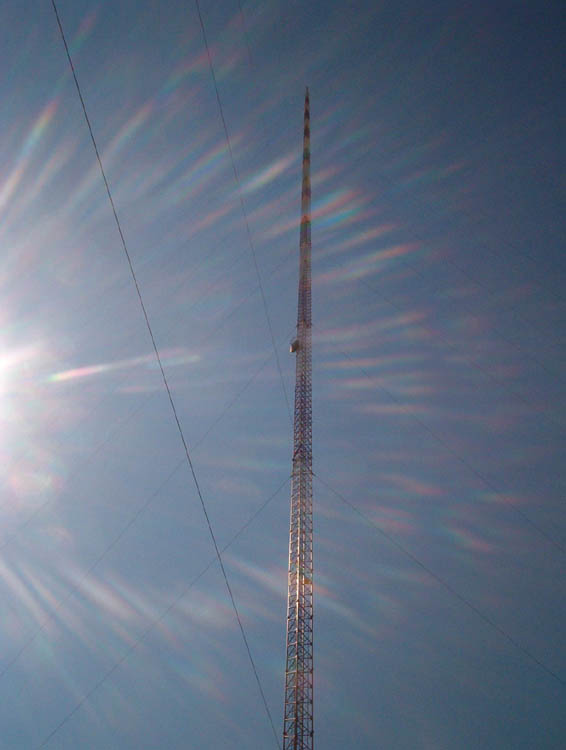
Вежа зі своїми відтягами
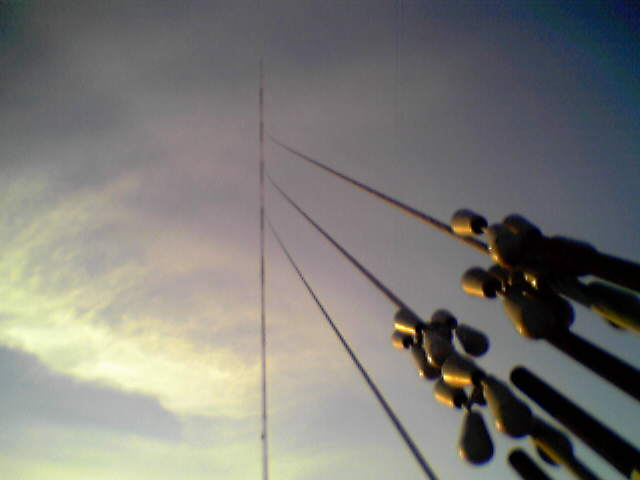
Деяки відтяги, що підтримують вежу (з віброгасниками)
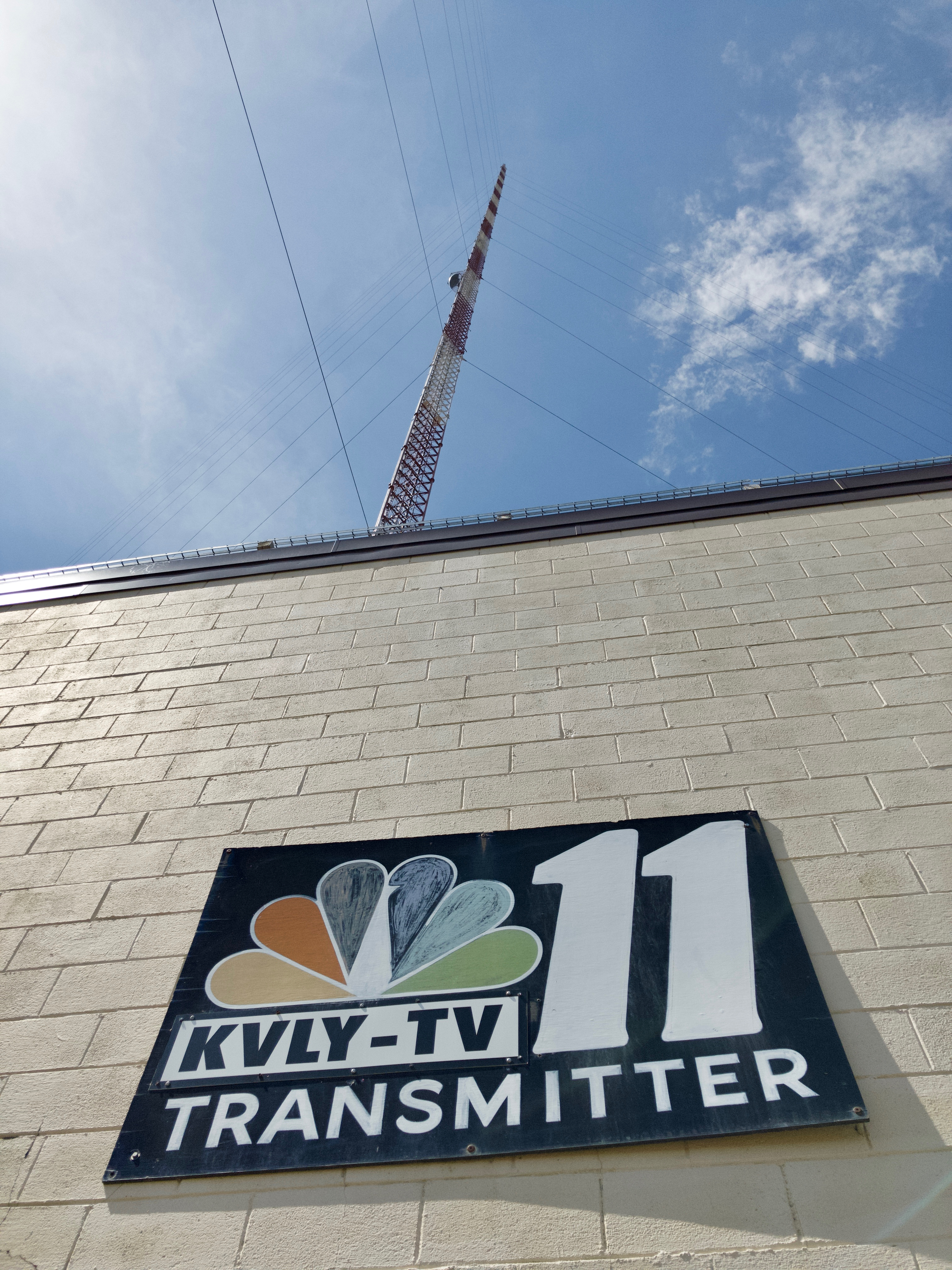
Погляд на щоглу KVLY-TV від її основи
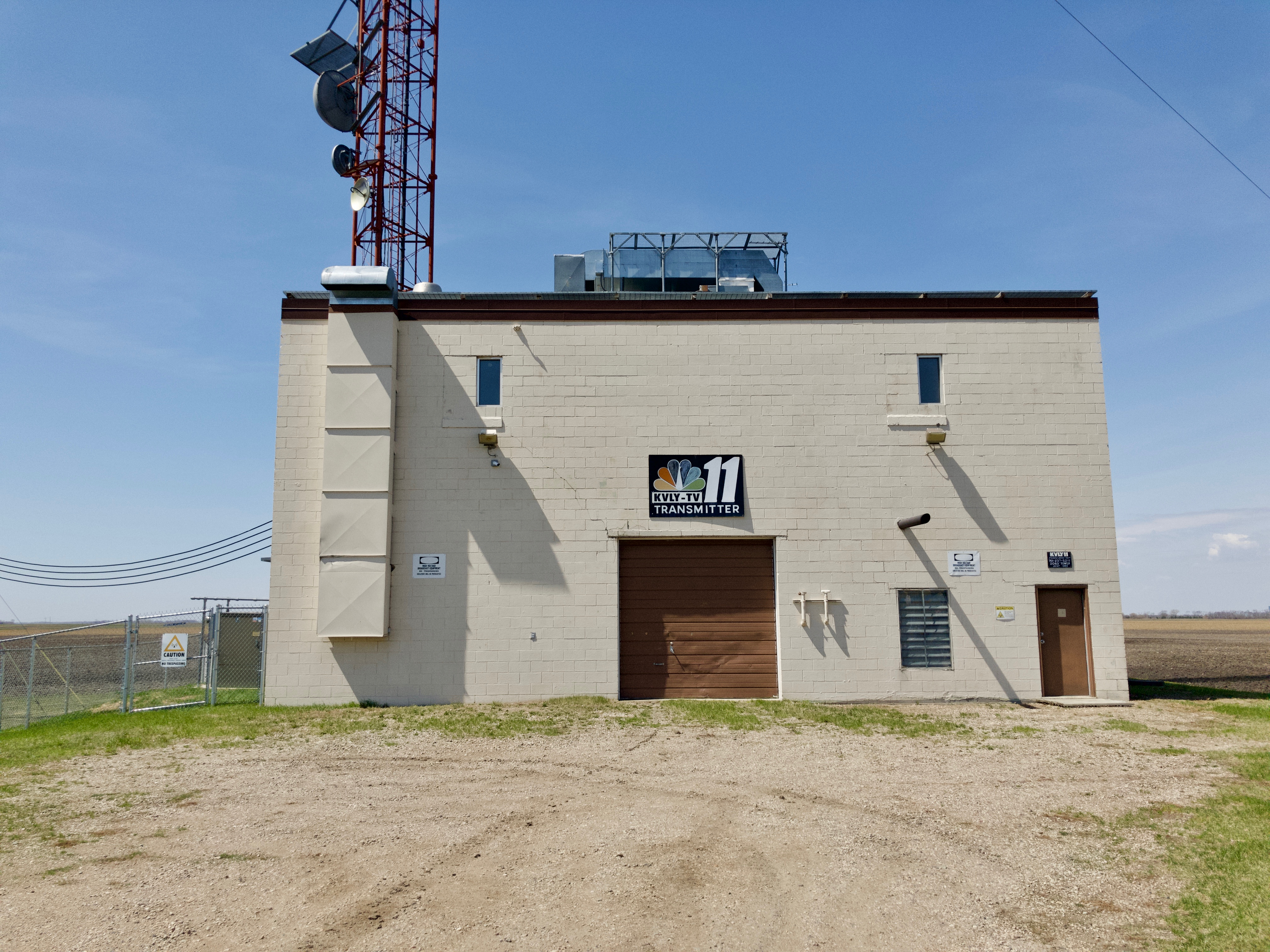
Будівля біля основи вежі